# Leszek al II-lea cel Negru
Leszek al II-lea cel Negru - în poloneză: Leszek Czarny - (n. 1241, Brześć Kujawski, Regatul Poloniei⁠(d) – d. 1288, Cracovia, Duchy of Kraków⁠(d)), numit astfel după părul său negru, a fost unul dintre Marii Duci ai Poloniei fragmentate. A guvernat din 1279 până în 1288, și a fost căsătorit cu Gryfina de Halych. 
Leszek Czarny a fost fiul cel mai mare din căsătoria Ducelui Cazimir I de Kuyavia cu cea de-a doua sa soție, Constance de Wrocław, fiica Marelui Duce Henric al II-lea cel Pios. 
În 1257, după moartea mamei sale, tatăl său s-a căsătorit a treia oară cu Eufrosina din Opole. Căsătoria de devenit la scurt timp o sursă de conflict în familie. Noua mamă vitregă a lui Leszek i-a îndepărtat pe copii din căsătoriile anterioare a soțului ei din moștenire, printre care și viitorul rege Polonez, Vladislav I cel Scurt. Unele cronici o acuză pe ducesă că a încercat să-și otrăvească copii vitregi.
În 1261, tatăl lui Leszek, blocat într-un conflict cu Ducele Boleslav cel Pios din Polonia Mare, a trebuit să cedeze Ducatul Sierads lui Leszek. Deși era fiul cel mai mare, ducatul Kuyavia a fost dat fratelui său mai mic, Ziemomysł, după moartea tatălui lor în 1267. Leszek a fost desemnat pentru a-l moșteni pe Boleslav al V-lea cel Sfios, verișorul tatălui său, Ca Mare Duce în Provincia Seniorată din Cracovia. După ce Ziemomysł a fost expulzat de Boleslav al V-lea, datorită alianței sale cu Ducele de Pomerania Sambor al II-lea, Leszek a devenit Duce de Kuyavia în 1273, și i-a permis fratelui său să se întoarcă cinci ani mai târziu.
Leszek a preluat tronul din Cracovia în 1279. În timpul domniei sale, forțele mongole conduse de Nogai Khan au invadat Polonia pentru a treia oară în 1287.
El s-a căsătorit cu Gryfina, fiica prințului Rostislav Mihailovici, care a fost primit la curtea regelui Béla al IV-lea al Ungariei. Mai târziu, monarhul a dat una dintre fiicele sale ca soție lui Rostislav și i-a încredințat administrarea regiunii Slavonia în Regatul Unagriei. Căsătoria lui Leszek cu Gryfina s-a dovedit a fi una nefericită, aceasta acuzându-l pe soțul ei în pulbic că nu a fost consumată niciodată. Cuplul nu a avut copii și în cele din urmă au fost forțați să fugă în Ungaria în timpul unei invazii tătare. 
1. ↑  IdRef, accesat în 10 mai 2020